# Hortense de Beauharnais
Hortense Eugénie Cécile Bonaparte (10 tháng 04 năm 1783 - 05 tháng 10 năm 1837) là vương hậu của Vương quốc Holland, sau khi Hoàng đế Napoleon trao vương miện cho chồng bà là Louis Napoléon Bonaparte, đồng thời cũng là em trai của hoàng đế. Hortense là con gái của Tử tước Beauharnais và vợ Joséphine de Beauharnais, bà được trao địa vị hoàng gia sau khi mẹ của bà trở thành hoàng hậu của Pháp thông qua việc xưng đế của người bố dượng Napoleon Bonaparte. Việc Hortense kết hôn với Louis Napoléon Bonaparte đã khiến bà vừa là em dâu, vừa là con gái riêng của Hoàng đế Napoleon.
Hậu duệ nổi bật nhất của bà chính là Hoàng đế Napoleon III, người đã dựng nên Đệ Nhị Đế chế Pháp, ngoài ra bà còn có 2 người con khác với Louis Bonaparte là Vua Louis II của Holland và Napoléon Louis Charles Bonaparte qua đời khi mới 4 tuổi. Hortense còn có một người con ngoài giá thú với người tình Comte de Flahaut là Charles de Morny.